# Corel Corporation
Cascade Parent Limited (ehemals Corel Corporation [kəˈrel ˌkɔː pə ˈreɪʃ n], dt. meist [ˈkɔʁəl -]) ist ein kanadischer Technologiekonzern und Softwarehersteller. Corel hat in seiner Unternehmensgeschichte zahlreiche Unternehmen und Produkte aufgekauft. Das Sortiment umfasst u. a. Lösungen für Grafik, Foto, Video, Bürokommunikation und Virtualisierung. 
Im September 2022 wurde aus der Corel Corporation die Cascade Parent Limited und aus der Dachmarke Corel wurde Alludo (“All You Do”) mit den Marken wie CorelDraw, Roxio und Parallels.

## Unternehmensgeschichte
Das Unternehmen wurde im Jahre 1985 von Michael Cowpland gegründet. Seine Absicht war die Gründung eines Forschungslabors. „Corel“ ist die Abkürzung für „COwpland REsearch Laboratory“. Durch die Produkte CorelDRAW und WordPerfect wurde die Corel Corporation kurzzeitig zum größten Softwarehersteller Kanadas. Frühe Investoren Corels wurden dadurch sehr wohlhabend, doch diese Stärke dauerte für Corel nicht lange an. Der Versuch, durch WordPerfect mit Microsoft Word zu konkurrieren, scheiterte. Corel musste sehr viele Mitarbeiter entlassen und Michael Cowpland kam in den Verdacht des Insiderhandels an der Börse. Michael Cowpland verließ im August 2000 Corel und ein neuer Direktor namens Derek Burney versuchte, mithilfe von McKinsey & Company durch Rückbesinnung auf die Kernkompetenzen Corel wieder auf Kurs zu bringen.
Im Oktober 2000 kündigte Corel eine strategische Allianz mit Microsoft an, die eine Investition von 135 Mio. Dollar von Microsoft beinhaltete. 2001 übernahm Corel Micrografx, einen damaligen Mitbewerber auf dem Gebiet der Bildbearbeitung. Am 2. September 2003 wurde Corel durch die Vector Capital Group übernommen. Danach verschwand Corel von der Börse NASDAQ und wurde zum Privatunternehmen.
Im Jahr 2006 kaufte Corel neben dem Softwarehersteller WinZip auch die InterVideo, die ihrerseits gerade im Begriff war, Ulead zu übernehmen. Im April desselben Jahres kam Corel zurück an die Börse. Im Anschluss an den Börsengang hielt die Private-Equity-Gesellschaft Vector Capital noch 72 Prozent der Anteile.
Ende Oktober 2009 machte Vector Capital ein Angebot, alle ausstehenden Aktien der Corel Corp. zu einem Preis von 4,00 US$ in bar zu kaufen. Zu diesem Zeitpunkt hielt Vector Capital 67 % des Grundkapitals. Bereits Ende November 2009 ist die Corel Corp. infolge des Angebots nahezu vollständig in den Besitz der von Vector Capital kontrollierten Corel Holdings für einen Betrag von 34,7 Millionen USD übergegangen. Damit steht die Corel Corp. vor einem erneuten Börsenrückzug.
Mitte Januar 2012 gab Corel bekannt, die Tochtergesellschaft Roxio und alle gleichnamigen Produkte von der Rovi Corporation zu erwerben.
Am 2. Juli 2012 erwarb Corel von Avid die Videoschnitt-Produktlinie für Privatanwender. Damit übernahm Corel Pinnacle Studio, Avid Studio und Avid Studio for iPad und das dazugehörige Entwicklerteam.
Im August 2016 erwarb Corel MindManager und den Markennamen Mindjet vom Spigit. Der jetzt vom Corel vertriebene MindManager ist laut Pressemeldung Weltmarktführer im Bereich Mindmapping.
Am 20. Dezember 2018 übernahm Corel das US-Unternehmen Parallels und damit dessen Virtualisierungs-Lösung Parallels Desktop.
Am 3. Juli 2019 übernahm das Finanzinvestmentunternehmen KKR Corel von Vector Capital für über eine Milliarde US-Dollar.

## Produktgeschichte
Das Unternehmen machte sich hauptsächlich einen Namen mit den Programmen CorelDRAW und WordPerfect, welche Alternativen zu den weit verbreiteten Programmen von Adobe und Microsoft darstellen sollten. Die von Corel hergestellte Software Corel Painter und Corel Photo-Paint bilden für digital arbeitende Künstler und Webdesigner eine Alternative zu Adobe Photoshop. Neu hinzugekommen ist das Produkt Corel PaintShop Pro, das ursprünglich von der im Oktober 2004 durch Corel aufgekauften Firma Jasc Software stammt. Es eignet sich zur Bildbearbeitung, reicht aber vom Funktionsumfang nicht an den Marktführer Adobe Photoshop heran. Für die Erstellung technischer Zeichnungen bot Corel den Corel Designer an, der ursprünglich von der Firma Micrografx entwickelt wurde. Etwas versteckt war das Produkt Corel Ventura, das seinerzeit von Xerox als Ventura Publisher vermarktet wurde. Corel Ventura war als Werksatzprogramm eine Alternative zu z. B. FrameMaker.
Ende 1999 wurde Corel Linux veröffentlicht, die auf Debian basiert. Es folgte noch eine weitere Version, dann wurde die Distribution eingestellt und kurz darauf von Xandros aufgekauft.
Mit den Übernahmen im Jahr 2006 (Winzip, Intervideo und Ulead) erweiterte die Corel Corporation ihr Produktportfolio um das Packprogramm (Kompressionsprogramm) WinZip sowie um DVD-Videoplayer, Brennprogramme, Video- und Grafikbearbeitungssoftware.

## Kritik
Über die Tochtergesellschaft WinZip vertreibt Corel auch Software mit sehr fragwürdigem Nutzen. Produkte wie „WinZip Malware Protector“, „WinZip Driver Updater“ und „WinZip Registry Optimizer“ gelangen in der Regel unerwünscht auf den Computer und versuchen anschließend durch Täuschung des Nutzers eine Geldzahlung an den Hersteller zu erschleichen. Malwarebytes Inc. hat den WinZip Malware Protector deshalb als fake computer cleaner identifiziert.

## Liste aktueller Produkte
- Corel AfterShot Pro – Raw-Datei-Entwickler und Bildorganisation
- CorelDraw Graphics Suite – (seit 2019 für Windows und macOS) Kombination aus:
  - CorelDRAW – ein Zeichenprogramm für Vektorgrafik.
  - Corel Photo-Paint – Bildbearbeitung
  - Corel Connect – Vollbild-Browser, mit dem die Suite, der PC und das lokale Netzwerk schnell nach digitalen Inhalten durchsucht werden kann[13]
  - Corel PowerTRACE – Tool zur Konvertierung von Bitmaps in Vektordateien, in CorelDraw integriert[13]
  - Corel Capture – Programm zur Bildschirmerfassung (nur Windows-Version)[13]
  - CorelDRAW.app – Online-Vektorillustration und -Grafikdesign über einen Webbrowser
- CorelDraw Technical Suite – (nur Windows) Kombination aus:
  - CorelDRAW Graphics Suite
  - Designer – Vektorgrafik-Software mit erweiterter CAD-Funktionalität
  - XVL Studio Corel Edition –  3D-Visualisierungs- und -Autorenprogramm[13]
  - Branchensymbolbibliothek – 4000 Branchen-spezifische Symbole: u. a. für Architektur, Elektronik, Mechanik und Werkzeuge[13]
  - Erweiterte Vorlagensammlung – 150 professionelle Vorlagen, mehr als 40 technische ANSI-, DIN- und ISO-Standardvorlagen[13]
- CorelCAD – Software für technische Konstruktionen in 2D und 3D
- Corel Designer – ursprünglich Angeboten als Micrografx Designer, Software für technische Zeichnungen.
- Corel Digital Studio – Programm zur Bearbeitung von Bildern und Videos für Endanwender
- CorelDream3D – 3D Grafiken rendern[14]
- Corel KnockOut – Image masking plug-in.
- Corel Painter – ursprünglich Fractal Painter, gilt als Referenzprogramm für natürliches Malen und Zeichnen am Mac und PC mit ca. 1000 Malwerkzeugen
- Corel PaintShop Pro (Ultimate) – Bildbearbeitung, ursprünglich von dem Unternehmen Jasc Software angeboten
- Corel Paradox – Desktopdatenbank
- Corel Photo Album – Bilderverwaltungssoftware, ursprünglich von dem Unternehmen Jasc Software angeboten
- Quattro Pro – Tabellenkalkulation
- Corel SnapFire – Bilderverwaltungssoftware
- Corel Ventura – Desktop-Publishing Software
- Corel VideoStudio – Videoschnitt-Software in drei Varianten mit besonderem Fokus auf leichte Bedienung
- Mindjet MindManager – Businessmapping[15]
- WinZip – Dateiorganisations-, Kompressions- und Datensicherungsprogramm
- WordPerfect – Textverarbeitung
- WinDVD – Medienspieler
- Parallels Desktop for Mac
- Pinnacle Studio – Videoschnitt-Software in drei Varianten mit besonders vielen Affektfilter-Paketen